# كارولي سابو
كارولي سابو (بالمجرية: Szabó Károly)‏ هو دبلوماسي وسياسي مجري، ولد في 5 يوليو 1928 في المجر، وتوفي في 25 يوليو 1995 ببودابست في المجر. حزبياً، نشط في حزب العمال الاشتراكي المجري.